# Digital Enhanced Cordless Telecommunications
Digital Enhanced Cordless Telecommunications (DECT) is een ETSI-standaard voor digitale draadloze telefoons, bedoeld voor thuis- of kantoorgebruik. DECT kan tevens gebruikt worden voor dataoverdracht.
DECT is door het ITU erkend als IMT-2000-technologie waardoor het tot de groep van 3G-systemen hoort.

## Geschiedenis
De DECT-standaard werd door het ETSI vastgelegd in maart 1992. De eerste producten waren in 1993 beschikbaar.
DECT wordt in alle Europese landen gebruikt. In eerste instantie was het een Europees initiatief en stond DECT voor “Digital European Cordless Telecommunications”. Door het grote succes van de standaard namen ook niet-Europese landen deze over. Hierdoor werd de betekenis van DECT gewijzigd in “Digital Enhanced Cordless Telecommunications”. Buiten Europa wordt deze standaard nu ook vooral gebruikt in Azië, Australië en Amerika.
De standaard wordt verbeterd en verder ontwikkeld in het “ETSI Sub Technical Committee Radio Equipment and Systems 03” (STC RES-03).

## Doelstellingen
De doelstelling van de standaard is digitale radiotechnologie te gebruiken voor het verbeteren van de prestaties van draadloze telefoons op drie belangrijke gebieden:
- Kwaliteit van de spraak;
- Beveiliging van het spraakkanaal tegen afluisteren;
- Immuniteit tegenover andere draadloze telefoons in de buurt (interferentie vermijden).

Naast deze hoofddoelstellingen waren er nog enkele eigenschappen waaraan voldaan moest worden:
- Cellulair netwerk (zoals het gsm-netwerk) met hoge capaciteit;
- Goed gebruik van het radiospectrum;
- Kostenefficiëntie van de systeemcomponenten;
- Goede mobiliteit (roaming tussen basisstations);
- Flexibele protocols die eenvoudig uit te breiden zijn.

## DECT-technologie

### Spectrumgebruik
DECT werkt op een frequentieband van 1880 MHz tot 1900 MHz. Deze 20 MHz van het radiospectrum wordt verdeeld in 10 kanalen met een tussenruimte van 1,728 MHz. Het laagste kanaal is 1881,792 MHz en het hoogste is 1897,344 MHz. Elk kanaal bestaat uit 12 duplex tijdslots. Dit geeft een totaal van 120 beschikbare radiokanalen.
De technologie die DECT gebruikt is Time Division Multiple Access (TDMA).

### Cellulair systeem
DECT is, net als gsm, een cellulair systeem. Een DECT-cel is enkele tientallen meters tot circa 300 meter groot. Een DECT-systeem maakt daarvoor gebruik van vaste delen (Fixed Parts), de basisstations en draagbare delen (Portable Parts), de handsets.

### Continue uitzending
Een DECT-basisstation zendt voortdurend uit op minstens één kanaal zodat de handsets zich hierop kunnen vastzetten (beaconfunctie). Deze beacon zendt informatie uit over het systeem, waaronder de identiteit van het basisstation, systeemmogelijkheden en informatie voor het opzetten van binnenkomende gesprekken. De handsets analyseren het beacon-signaal om te weten te komen of ze toegang hebben tot het systeem, of het systeem de benodigde services voor de handset ondersteunt en of er eventueel capaciteit is voor een nieuwe radiolink met het basisstation (uitgaand gesprek).

### Dynamische kanaalkeuze
DECT ondersteunt dynamische kanaalkeuze. Hiervoor dient alle DECT-uitrusting (zowel vaste als draagbare delen) de radio-omgeving minstens om de 30 seconden te scannen. Dit scannen houdt het meten van de signaalsterktes op de kanalen in. Dit geeft als resultaat een lijst van vrije en bezette kanalen (RSSI-lijst: Received Signal Strength Indication).
Een lage signaalsterkte in de lijst betekent dat het kanaal vrij is en niet interfereert met andere draadloze apparatuur. Een hoge signaalsterkte echter betekent dat het kanaal in gebruik is of dat er een grote interferentie is met andere apparatuur. 
Met de hulp van deze lijst is een draagbaar of vast deel in staat het optimale kanaal te kiezen om een nieuwe verbinding tot stand te brengen.

### Handover
De handsets scannen zowel tijdens een gesprek als in stand-by regelmatig de verschillende kanalen om eventueel een handover door te voeren naar een beter kanaal op hetzelfde of op een ander basisstation (andere cel). Dit is een vorm van roaming die gerealiseerd wordt via het CTM (Cordless Terminal Mobility) profiel dat in de DECT-standaard aanwezig is.
Deze handovers zijn niet waarneembaar door de gebruiker. In een omgeving waar één basisstation een maximaal bereik heeft van 300 meter (straal), is dit noodzakelijk.

### Eco-Modus
Basisstations van draadloze DECT-apparatuur zenden continu een controlesignaal uit (beaconfunctie), ook wanneer de handset niet wordt gebruikt. Het Duitse Federaal Bureau voor Stralingsbescherming kwam in 2006 met richtlijnen ter vermindering van menselijke blootstelling aan hoogfrequente velden van DECT-apparatuur. Op basis hiervan werd de Eco-Modus (Engels: Eco Mode) ontwikkeld. In Eco-Modus wordt het zendvermogen met ca. 80% gereduceerd in vergelijking met traditionele DECT-toestellen. Hierdoor vermindert de reikwijdte. Ook in Eco-Modus blijft het basisstation continu het controlesignaal uitzenden. Verdere stralingsreductie biedt Eco-Modus-Plus, waarbij het zendvermogen wordt verminderd en de zender van het basisstation geheel wordt uitgeschakeld wanneer de handset niet wordt gebruikt. Eco-Modus-Plus wordt onder diverse benamingen aangeboden, waaronder DECT-zero, Fulleco en Full Eco Mode. Onafhankelijke tests hebben uitgewezen dat Eco-Modus-Plus bij de meeste apparatuur standaard is uitgeschakeld. Het moet door de gebruiker worden ingeschakeld.
Samenvatting van technische eigenschappen:
| Eigenschap             |                                                                                    |
| ---------------------- | ---------------------------------------------------------------------------------- |
| Audio codec            | ADPCM G.726                                                                        |
| Netto bitrate          | 32 kbit/s                                                                          |
| Bruto bitrate          | 1152 kbit/s (Max: 2000 kbit/s met next level modulatie)                            |
| Frequentie             | 1880 - 1900 MHz in Europa, 1920-1930 MHz in Verenigde Staten                       |
| Aantal kanalen         | 120 (duplex)                                                                       |
| Aantal draaggolven     | 10 in Europa, 5 in Verenigde Staten                                                |
| Tijdslots              | 2 x 12 (up- en downstream)                                                         |
| Kanaalkeuze            | dynamisch                                                                          |
| Kanaalafstand          | 1.728 kHz                                                                          |
| Fysieke laag           | TDMA, FDMA, TDD                                                                    |
| Modulatie              | GFSK (Gaussian Frequency Shift Keying)                                             |
| Gemiddeld zendvermogen | 10 mW (250 mW burst) in Europa, 4 mW (100 mW burst) in Verenigde Staten            |
| Bereik                 | Gemiddeld 30–50 m binnenshuis, en max. 300 m buitenshuis, of met WLL/RAP 5 km max. |

## Veiligheid

### Subscriptie
Door middel van subscriptie stelt het netwerk zijn diensten open voor een bepaalde handset. Zowel het basisstation als de handset hebben dezelfde pincode in zich (ingegeven tijdens fabricage). De subscriptie zelf gebeurt door het opzetten van een radioverbinding. Beide delen controleren of ze dezelfde code gebruiken. Wanneer ze dezelfde code gebruiken, gaan ze over tot het berekenen van een authenticatiesleutel aan de hand van elkaars verkregen identiteit. Subscriptie gebeurt slechts eenmalig.

### Authenticatie
Authenticatie wordt telkens opnieuw uitgevoerd wanneer er een gesprek tot stand wordt gebracht. De authenticatiesleutel wordt hierbij verborgen over de radioverbinding gestuurd. Dit mechanisme werkt als volgt:
Het basisstation zendt een willekeurig getal (challenge) naar de handset. De handset berekent een antwoord (respons) aan de hand van deze challenge en zijn authenticatiesleutel. Deze respons wordt teruggestuurd naar het basisstation. Het basisstation berekent zelf ook de verwachte respons van de handset en vergelijkt dit met de werkelijk ontvangen respons. Door dit mechanisme te gebruiken wordt het onderscheppen van de authenticatiesleutel (en dus de identiteit) moeilijker gemaakt voor kwaadwillige personen. Deze personen zouden hiervoor het berekeningsalgoritme van de respons moeten kennen.

### Versleuteling
Tijdens de authenticatie wordt tevens een cipher-sleutel berekend. Deze sleutel wordt gebruikt om de data (bijvoorbeeld spraak) die tijdens communicatie wordt verzonden te versleutelen en bij ontvangst weer te ontsleutelen.

## Toepassingen
DECT is in verschillende situaties bruikbaar:

### Draadloze thuistelefonie

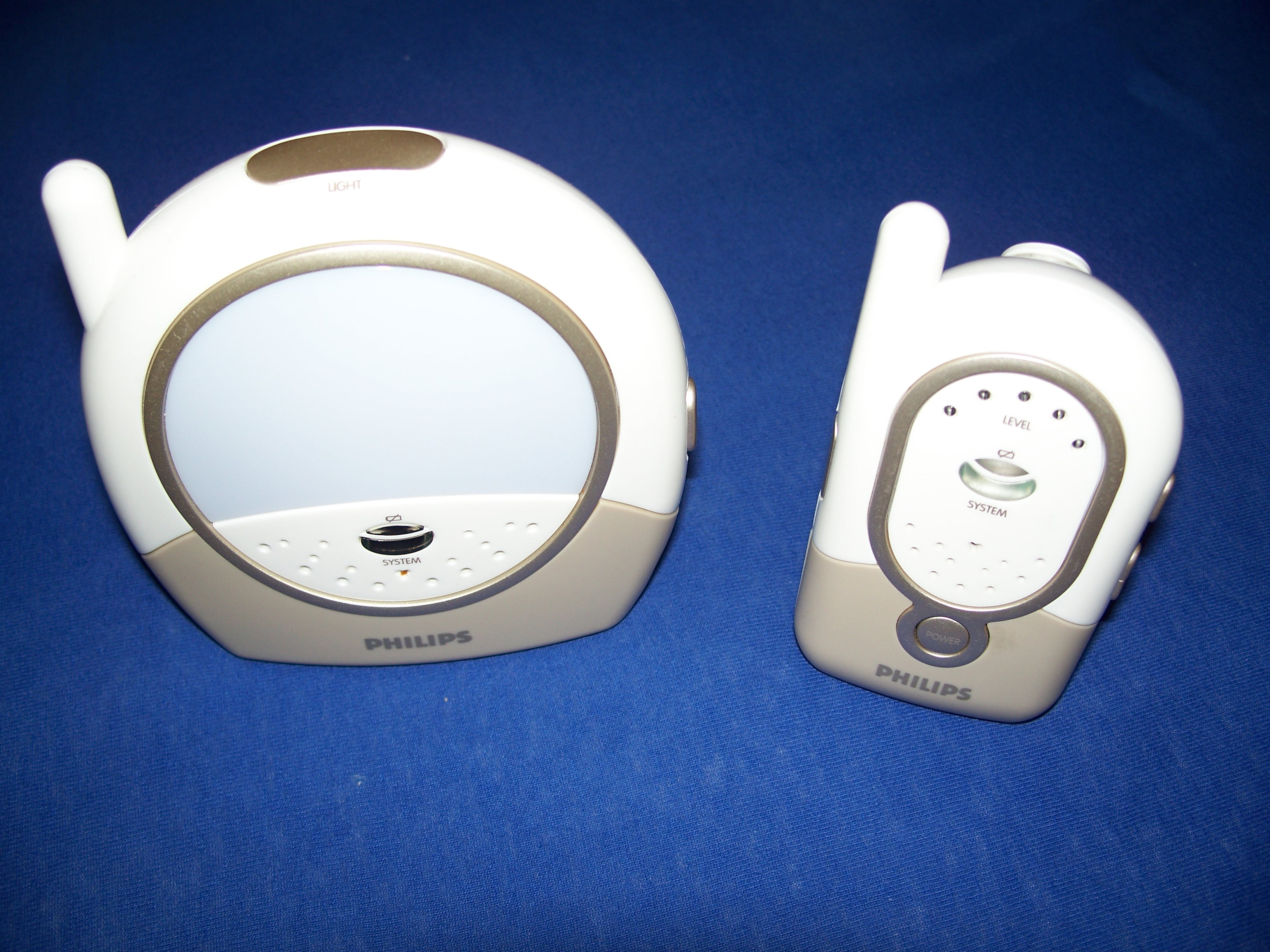
DECT-babyfoon van Philips

Eén basisstation dat één cel vormt voor draadloze telefonie in en rondom het huis eventueel verbonden met het PSTN/ISDN-netwerk. De gebruiker kan maximaal vier handsets aan het basisstation koppelen. DECT-thuissystemen hebben meestal een maximaal bereik van 100 meter. Wanneer het basisstation niet aangesloten is op het PSTN/ISDN-netwerk is nog steeds interne communicatie (intercom) tussen de handsets mogelijk.
Ook babymonitors kunnen via de DECT-standaard werken. Het basisstation wordt dan niet aangesloten op een publiek (PSTN/ISDN) netwerk.
Voor VoIP via draadloze DECT-handsets wordt het basisstation soms geïntegreerd in het internetmodem, daarnaast worden ook basisstations of thuiscentrales voor DECT in toenemende mate van VoIP voorzien - de Gigaset N300A IP is hiervan een mooi voorbeeld.

### Bedrijfsgerichte draadloze systemen
Deze systemen worden gevormd door een aantal basisstations, allemaal verbonden met de centrale PABX van het bedrijf. De architectuur is vergelijkbaar met deze van een gsm-netwerk, met het verschil dat de cellen rond de basisstations veel kleiner zijn (pico-cel). Dit heeft het voordeel dat de dichtheid van het aantal gebruikers per cel veel groter is dan bij gsm, namelijk tot 100.000 gebruikers per vierkante kilometer.

### Wireless local loop (WLL)/Radio Local Loop Access Profile (RAP)
DECT kan de traditionele bedrade local loop vanaf het laatste PSTN/ISDN-distributiepunt tot de gebruiker vervangen. Het basisstation wordt dan ergens in de straat geplaatst. Daarnaast krijgt elke gebruiker een ontvanger ter beschikking waarop de gebruikelijke telefoons, modems en faxmachines kunnen worden aangesloten. In perfecte omstandigheden is een goede ontvangst mogelijk tot op een afstand van 5 kilometer. Deze techniek is handig voor het leveren van toegang tot het telefonienetwerk op afgelegen plaatsen.

### Cordless Local Area Networks (CLAN)
De DECT-standaard laat zowel draadloze data- als spraakcommunicatie toe.

### GSM-DECT-samenwerking
Het GSM Interworking Profiel (GIP) in de DECT-standaard laat het maken van applicaties toe die zowel de gsm- als DECT-standaard gebruiken. Dit geeft de mogelijkheid de hoge densiteitafhandeling van DECT binnenshuis te combineren met de grote dekking van het gsm-netwerk buitenshuis.
Dual Mode GSM/DECT-telefoons zullen dan altijd eerst naar een beschikbare DECT-radioverbinding zoeken en pas wanneer deze niet beschikbaar is, zoeken naar een gsm-radioverbinding.

### Publieke DECT
Een publiek DECT-netwerk verbonden met het PSTN/ISDN-netwerk als vervanger voor het gsm-netwerk. DECT wordt hierbij een directe concurrent voor het gsm-netwerk.

## Voor- en nadelen
- Beschikbaarheid: Beperkt bereik tot maximaal 300 meter. Meerdere basisstations met onderlinge roamingfunctionaliteit kunnen het netwerk uitbreiden. De plaats waar de persoon zich op dat moment bevindt binnen het netwerk is dan ook niet van belang.
- Extra handsets zijn eenvoudig in het netwerk toe te voegen.
- Draadloze handsets werken op (verwisselbare) batterijen en dienen regelmatig opgeladen te worden.
- De hoge capaciteit van 100.000 gebruikers per vierkante kilometer.
- De DECT-standaard gebruikt subscriptie-, authenticatie- en versleutelingstechnieken voor het beveiligen van het telefoonverkeer zodat afluisteren bijna onmogelijk wordt.
- Kleine gevoeligheid tegenover ruis en storingen van bijvoorbeeld wifi.
- Onmerkbare handover van gesprekken: De gebruiker kan tijdens een gesprek van de ene naar de andere pico-cel (basisstation) bewegen. Het toestel en de basisstations zorgen voor een naadloze handover.
- De DECT-standaard kan zowel data- als spraakverkeer aan.
- DECT-apparatuur (handset of basisstation) dat voldoet aan GAP (Generic Access Profile) is uitwisselbaar met apparatuur van andere merken. GAP is sinds oktober 1997 een minimumvereiste voor alle DECT-producten.

## Medische speculaties
Door het stralingsvermogen, vergelijkbaar met een gsm-mast, en het continu uitzenden van signalen van de DECT-basisstations en het herhaaldelijk uitzenden van de handsets bestaan er hevige discussies over het gezondheidsaspect van deze technologie.
De vele wetenschappelijke onderzoeken vertonen vaak hiaten en spreken elkaar op vele punten tegen. Daarnaast is het aantal draadloze zenders in de afgelopen jaren alleen maar toegenomen door de populariteit van bijvoorbeeld wifi en mobiel internet.

## Beveiliging (update van 9 april 2009)
De DECT-techniek blijkt toch makkelijk te zijn af te luisteren, verschillende Duitse ICT-ers zijn erin geslaagd om met een simpele DECT-usb-stick en een laptop met Linux Ubuntu plus speciale software elke DECT-telefoon die ze tegen kwamen af te luisteren.